# Burgkirche d'Ingelheim

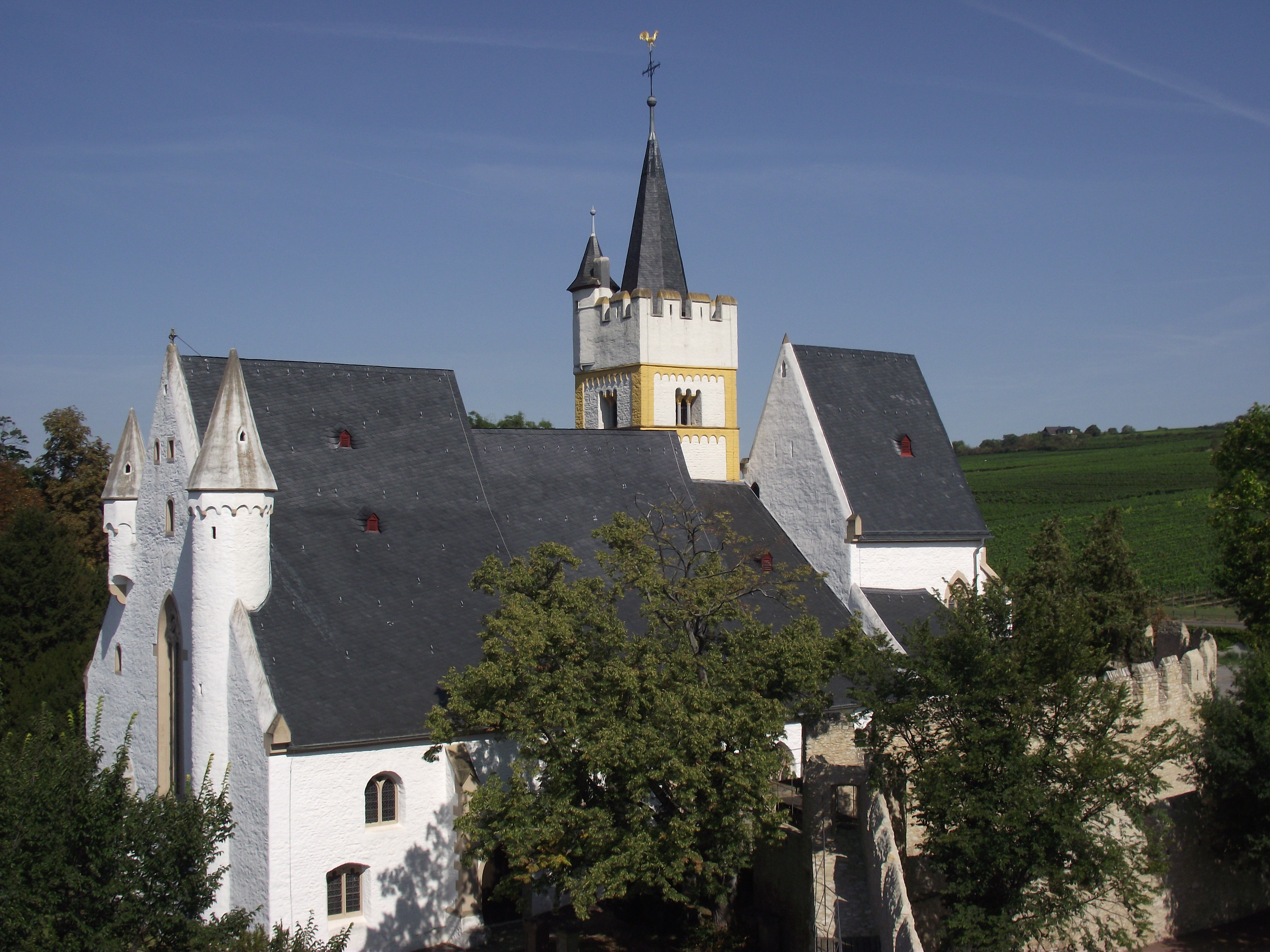
Église Burgkirche d'Ingelheim

L'église fortifiée d'Ingelheim, autrefois Saint Wigbert est un édifice religieux de l'Église protestante en Hesse et Nassau du XIVe siècle. Sa construction dura plusieurs siècles. La tour de l’église de style roman, du début du 12e siècle, décorée de sa couronne à créneau en architecture gothique tardif et de son encorbellement, domine l’édifice religieuse à trois nefs. Les nefs romanes ont disparu. La façade ouest fortifiée avec ses grands remplages en vitraux de Hen Scherer fut terminée en 1485.
À partir de 1690, l'église est utilisée simultanément par des catholiques et des protestants. En mars 1707, à la suite du traité de Ryswick, l'église est attribuée par les catholiques exclusivement aux réformés à partir du mois de mai. Nombreux éléments de décoration dans le chœur datent de la période de la pré-Réforme protestante. L'église abrite un orgue Stumm qui date de 1755.

## Situation et environnement

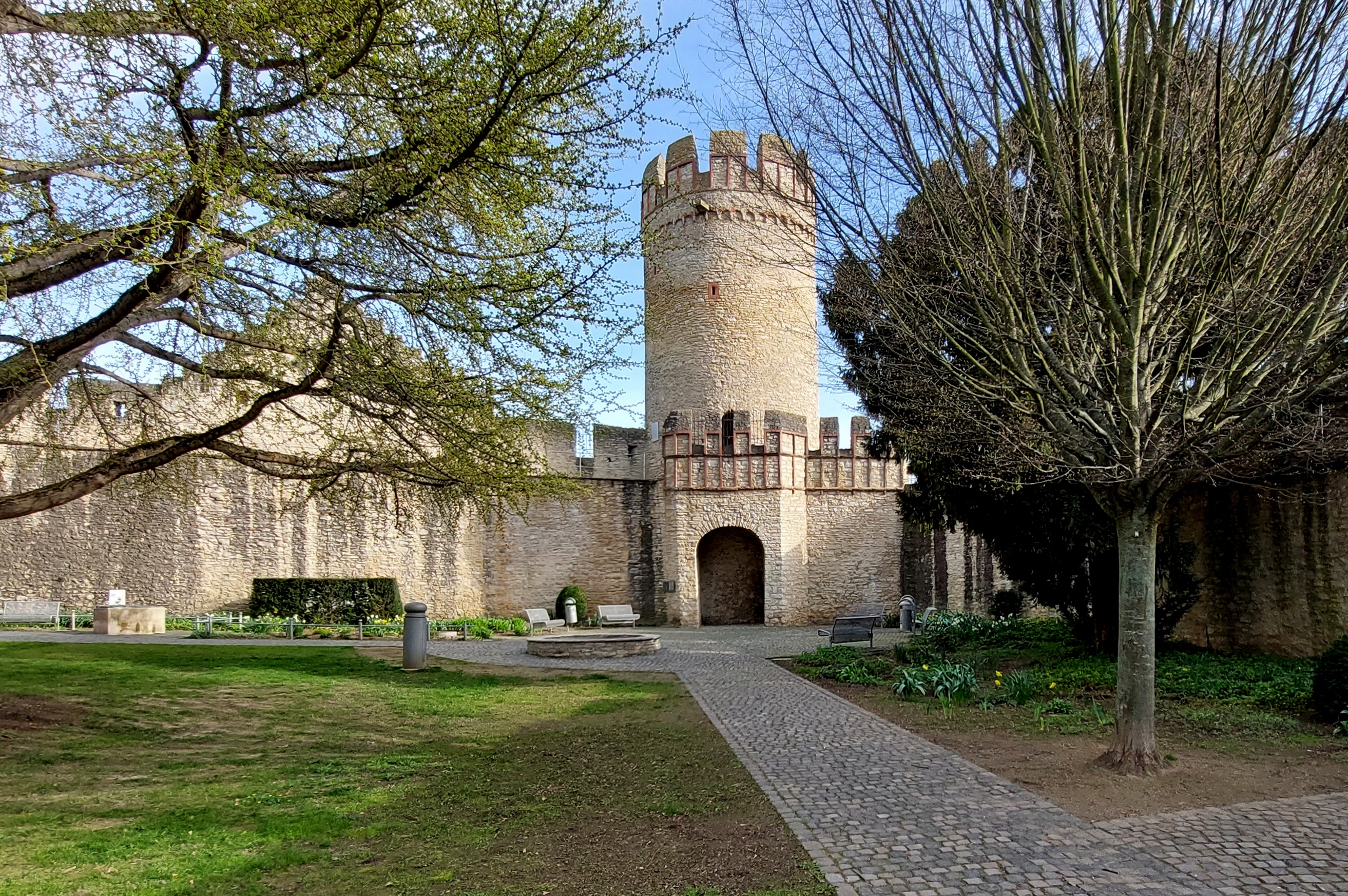
Tour Malakoff à Ingelheim dans le Rhin

Le bâtiment est situé à la limite orientale du village, sur une pente qui s'élève jusqu'au Mainzer Berg, le point culminant d'Ober-Ingelheim. Il est entouré d'un muraille crénelé renforcé par un chenil, qui fait partie des anciennes fortifications de la ville. Les murs ont jusqu'à deux mètres d'épaisseur par endroits et jusqu'à huit mètres de hauteur. Dans le cimetière, à l'ouest de l'église, se trouve un monument aux morts portant les noms des victimes de la Première et de la Seconde Guerre mondiale ; un autre monument se trouve dans le Rosengärtchen, au sud-ouest, et commémore la guerre franco-prussienne de 1870-1871 ; jusqu'au milieu du XXe siècle, il se trouvait encore sur la place du marché d'Ober-Ingelheim. Le Zwinger n'entoure plus que le côté sud de l'église. À l'origine, l'église n'était accessible depuis le centre ville que par l'arcade ouest. Pour l'arc oriental, qui mène de l'église à l'actuelle Rotweinfestplatz et aux vignobles, le mur défensif n'a été percé que plus tard. L'église est accessible depuis la place du marché d'Ober-Ingelheim par la rue An der Burgkirche.

## Histoire

### Préhistoire

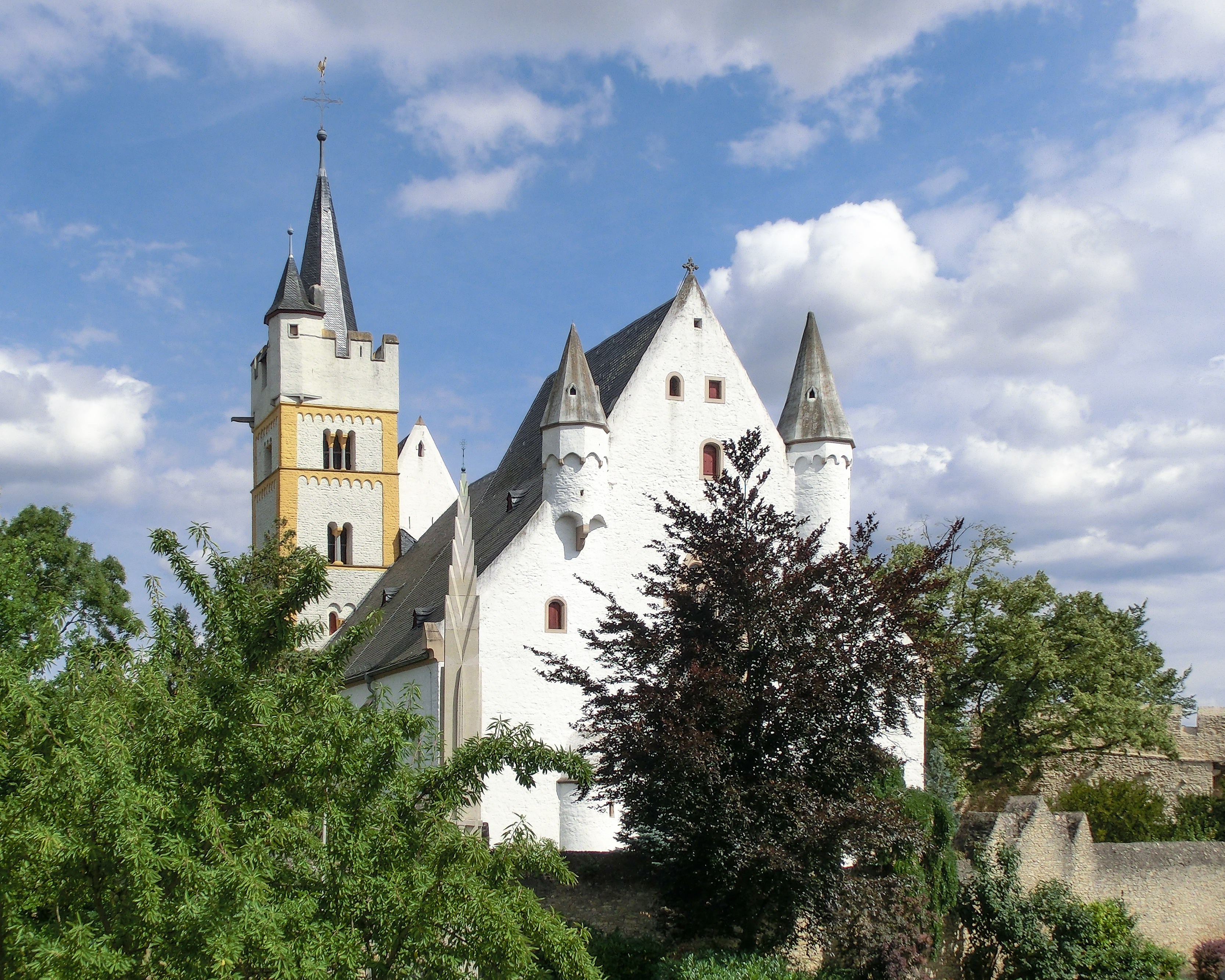
Vue générale de l'ouest avec le monument aux morts

Au VIIe siècle, une chapelle appartenant à un cimetière franc a été construite à l'emplacement de l'église actuelle. Cette chapelle, probablement une branche de l'église Saint-Remi de Nieder-Ingelheim, fut donnée par Charlemagne au monastère de Bad Hersfeld, qui reçut également le Fronhof et les droits de dîme.

### Bâtiment de l'église et extension de style gothique tardif
Au XIIe siècle, un nouvel édifice roman à nef unique et plafond plat a suivi, dont seule la tour est visible aujourd'hui. Au milieu du 12e siècle, les fortifications de l'église du château ont été construites. À partir de 1051, elle a été dédiée à saint Wigbert, le saint patron du monastère de Bad Hersfeld. Vers 1296, le patronage a été vendu au chapitre de la cathédrale de Mayence. Le premier prêtre de la paroisse a été nommé en 1326. À partir de 1400, les citoyens de Frei-Weinheim se rendaient en procession à l'église du château à Pâques pour prier pour une bonne pêche et des bénédictions pour leurs navires et bateaux avec un don de bougies.
Au début du XVe siècle, l'extension gothique tardive de l'église a été commencée. En 1404, le nouveau chœur a été achevé à l'est de la tour. Le bâtiment roman qui l'a précédé a été en grande partie construit par la suite ; il n'existe qu'en partie sous la maçonnerie actuelle. Un document sur l'agrandissement de l'église datant de 1406 mentionne le curé de l'époque, Craff von Eteuil, et les constructeurs Dilman Dinckel et Michel Berdir ; le contremaître était Johann von (Ober) Diebach. Les travaux d'agrandissement de la nef orientale ont alors commencé et se sont achevés vers 1431. Les fenêtres en arc plein cintre qui subsistent sur le côté sud de la nef renvoient au projet initial d'une basilique, qui a toutefois été abandonné vers 1434 au profit d'une salle échelonnée[4].
Sous la direction de Peter Arnold de Bingen, la construction de la nef occidentale a été achevée de 1450 à 1462. Un charpentier du nom de Nikolaus Holzhauser a ajouté un toit à pignon qui enjambe les trois nefs. En 1476, l'intérieur de l'église a été peint. Hen Scherer vitraille les fenêtres en 1485, ce qui complète l'extension [5]. En 1576, la tour est rénovée.
Période de la Réforme.